# Henrik Lilljebjörn
Henrik Lilljebjörn, född 21 juli 1797 i Odenstad, Gillberga socken, Värmland, död 22 augusti 1875 i Uppsala, var en svensk militär, författare, konstnär och sångtextförfattare som skrivit Fjorton år tror jag visst att jag var.

## Biografi
Henrik Lilljebjörn var son till Knut Lilljebjörn och Elisabet Johanna Troili; 1862 utgav han sin fars Hågkomster. Som konstnär var han lärare till Uno Troili. Han målade Olof Södermarks porträtt 1830 och Uno Troilis 1840. Han målade även ett porträtt av biskopen Carl Adolph Agardh.
Han är representerad vid Värmlands museum med ett porträtt av Georg Adlersparre.